# 2914 Glärnisch
A 2914 Glärnisch (ideiglenes jelöléssel 1965 SB) a Naprendszer kisbolygóövében található aszteroida. Paul Wild fedezte fel 1965. szeptember 19-én.